# Kam Kart
Kam Kart (persiska: کم کرت) är en ort i Iran.   Den ligger i provinsen Hormozgan, i den sydöstra delen av landet, 1 100 km sydost om huvudstaden Teheran. Kam Kart ligger 204 meter över havet och antalet invånare är 866.
Terrängen runt Kam Kart är platt åt sydost, men åt nordväst är den kuperad. Runt Kam Kart är det ganska glesbefolkat, med 25 invånare per kvadratkilometer. Kam Kart är det största samhället i trakten. Trakten runt Kam Kart är ofruktbar med lite eller ingen växtlighet.